# Hernán de Solminihac
Hernán Eduardo de Solminihac Tampier (Puerto Montt, 11 de enero de 1958) es un ingeniero, académico, investigador y consultor chileno, exministro de Estado del primer gobierno del presidente Sebastián Piñera. Actualmente es director del departamento de Ingeniería y Gestión de la Construcción de la Pontificia Universidad Católica de Chile. También formó parte del directorio del Club Deportivo Universidad Católica, Cruzados, de Codelco y el extinto canal deportivo CDF.

## Formación
De ascendencia francesa, cursó sus estudios secundarios en The American School de Puerto Montt, el colegio Alianza Francesa de Osorno y luego en el Instituto Nacional General José Miguel Carrera de la capital. Posteriormente se tituló como ingeniero civil en construcción en la Pontificia Universidad Católica (PUC), en 1982.
Completó su formación en la Universidad de Texas en Austin, en los Estados Unidos, en la que realizó un máster (1986) y más tarde un doctorado (1992), ambos en ciencias de la ingeniería. Fue distinguido respectivamente con las becas Presidente de la República y la de la Organización de los Estados Americanos (OEA).

## Trayectoria profesional
Su actividad de investigación ha tenido especial énfasis en el área de infraestructura vial, llevando a cabo trabajos en este tema tanto en Chile como en el extranjero.
En la PUC creó la línea de investigación de gestión de infraestructura vial y ha sido director del Plan de Control y Seguimiento de Pavimentos Asfálticos que la entidad realizó para la Dirección de Vialidad del Ministerio de Obras Públicas de Chile (MOP), el que calibró los modelos de comportamiento a las condiciones chilenas.
Ha desarrollado su amplia carrera académica como profesor titular de la Escuela de Ingeniería de la PUC y como director de la Dirección de Investigaciones Científicas y Tecnológicas de la UC (Dictuc), además de publicado un centenar de artículos.
Participó en el desarrollo del plan estratégico de la Cámara Chilena de la Construcción (CChC).
Tras su elección como presidente, Piñera lo designó ministro de Obras Públicas. Al momento de su nombramiento, a comienzos de 2010, era decano de la Facultad de Ingeniería de la PUC.
En este cargo debió encarar las negativas consecuencias derivadas del terremoto que el 27 de febrero de 2010 sacudió la zona central del país, las cuales dejaron daños en la infraestructura por más de US$ 1000 millones.
En julio de 2011 pasó al Ministerio de Minería, dejando su lugar al también ingeniero Laurence Golborne.
Entre sus hermanos se cuenta Patricio, alto ejecutivo por varias décadas de la Sociedad Química y Minera de Chile (SQM).
En octubre de 2022 fue elegido como presidente del Colegio de Ingenieros de Chile.